# Rádio Cultura (Paulo Afonso)
A Rádio Cultura é uma emissora de rádio brasileira sediada em Paulo Afonso, município do estado da Bahia. Opera nas frequências AM 1360 kHz e FM 92,7 MHz, apresentando uma programação que combina entretenimento musical eclético com conteúdo jornalístico.
Fundada em 8 de dezembro de 1978, a Rádio Cultura é a pioneira das emissoras de rádio de Paulo Afonso. Seus estúdios estão localizados na Rua São Francisco, no centro da cidade, enquanto seus transmissores e torres estão situados no bairro Amaury Alves de Menezes, anteriormente conhecido como BNH.

## História
A ideia de criar a primeira emissora de rádio em Paulo Afonso remonta ao sonho de Antônio José Diniz, empresário com atuação local que já possuía vasta experiência no ramo de comércio e representação de revistas e livros por meio de sua empresa chamada Distribuidora Sedução. Para tornar esse sonho realidade, Diniz visitou diversas emissoras de rádio na região, buscando aprender mais sobre a parte técnica da radiodifusão. Além disso, ele fez viagens frequentes a Brasília com o objetivo de obter uma concessão de rádio comercial.
Os esforços de Diniz finalmente foram recompensados quando ele obteve uma concessão de rádio AM do Governo Federal em junho de 1977. No entanto, apesar de possuir os documentos da concessão, ele ainda não dispunha de todos os recursos financeiros necessários para colocar a rádio no ar, uma situação agravada pelo fato de que a rádio precisava entrar em operação dentro de dois anos, conforme as exigências da concessão. Em resposta a esse desafio, Diniz formou uma equipe e começou a fechar acordos comerciais, além de visitar emissoras de rádio na região para conhecer a grade de programação, equipamentos e profissionais do setor.
No final de outubro de 1978, em menos de um ano e meio após a concessão, a Rádio Cultura AM iniciou suas transmissões em caráter experimental na frequência 1360 AM. Nesse dia, a música “Paulo Afonso”, de Luiz Gonzaga e Zé Dantas, foi tocada mais de 60 vezes consecutivas.
A inauguração oficial da rádio ocorreu em 8 de dezembro de 1978, com a participação do Bispo D. Jackson Berenguer Prado, o primeiro da Diocese de Paulo Afonso, que desempenhou um papel importante na obtenção da concessão da emissora. Posteriormente, a Rádio Cultura de Paulo Afonso AM também obteve uma concessão para operar em FM.
Antônio José Diniz, fundador da emissora, faleceu em julho de 2019, mas o controle da Rádio Cultura de Paulo Afonso continua nas mãos dos membros de sua família.

## Programas
- Cultura News
- Bom Dia, Vida
- Disk Cultura
- Cultura Light
- Esmiuçando
- Forrozeira
- Plugado
- Naftalina
- Momento com Deus
- Tributo ao Rei do Baião
- Tributo à Saudade
- Usina do Rock
- Reggae Night Play Roots
- Cultura In Love
- Jornal da Cultura

## Locutores
- Hislaine Menezes
- Alan Cavalcanti
- Marcelo França
- Dinizinho Play Roots
- Bispo Dom Guido
- Marcelo Alves